# Lyciasalamandra helverseni
Espèce
Synonymes
- Mertensiella luschani helverseni Pieper, 1963

Statut de conservation UICN

 VU D2 : Vulnérable
Lyciasalamandra helverseni est une espèce d'urodèles de la famille des Salamandridae.

## Répartition
Cette espèce est endémique de Grèce. Elle se rencontre sur les îles de Karpathos, de Saria et de Kassos.

## Description
Cette espèce mesurent jusqu'à 140 mm.

## Publication originale
- Pieper, 1963 : Eine neue Mertensiella-Form von der griechischen Insel Karpathos (Amphibia, Salamandridae). Senckenbergiana Biologica, vol. 44, p. 441-446.